# Julia (telenovela)
Julia é uma telenovela venezuelana exibida em 1983 pela Venevisión.

## Elenco
- Hilda Carrero - Julia
- Eduardo Serrano - Eduardo
- Miriam Ochoa - Julia/ Daniela
- Tony Rodríguez - Benjamín
- Eva Blanco - Latoña
- Fernando Flores
- Julio Jung
- Elena Farías
- Reneé de Pallás
- Manuel Escolano
- Mariela Alcalá